# 그레이트솔트호
그레이트솔트호(Great Salt Lake)는 로키산맥 중의 와사치 산맥 서쪽 기슭에 있는 호수이다. 분지(盆地)이기 때문에 흘러드는 강은 있어도 빠져나가는 강이 없으므로 염분(鹽分)이 22%나 되어 어류는 살지 못하고 사람의 몸도 가라앉지 않는다. 옛날에는 지금보다 수면이 30m 이상 높았고, 호수의 면적도 컸지만, 지금은 4,700km2이다. 또한, 세계에서 가장 염도가 높은 내륙호이다. 사해와 같이 그레이트솔트호는 사막에 위치해 있는데, 물의 화학성분은 바닷물과 비슷하다. 바닷물과 다른 점은 염도인데, 강으로 유입되는 수량보다 증발량이 많기 때문에 염도가 높은 것이다.

## 같이 보기
- 면적순 호수 목록
- 모노호
- 피라미드호 (네바다주)
- 살라르 데 우유니